# Pasión caliente
Pasión caliente es el primer álbum de estudio de La Noche. Contiene éxitos como "Pechos calientes", "Conmigo fuiste mujer" y "Linda Mañana"; esta producción marca un quiebre dentro de la movida tropical en Chile debido a su logro en medio del auge de la cumbia tropical-andina o Sound, con un sonido más lento y acústico influenciado por la cumbia santafesina en su línea romántica (Grupo Trinidad, Leo Mattioli). Es el primero de los 2 discos con la voz de Paulo Cesar.

## Lista de canciones
| N.º | Título                                          | Escritor(es)                    | Duración |  |
| 1.  | «Pechos Calientes»                              | Luis Mario Álvarez              | 3:12     |  |
| 2.  | «Caricias y Besos»                              | Alexis Morales, Juan Bustamante | 3:11     |  |
| 3.  | «Conmigo fuiste mujer»                          | Alexis Morales                  | 3:00     |  |
| 4.  | «No le mientas más»                             | D.R                             | 3:33     |  |
| 5.  | «Linda Mañana»                                  | Sergio Vainikoff, Rodrigo Bueno | 4:35     |  |
| 6.  | «Señor Locutor» (FT. Martin Meza (Montecristo)) | Alexis Morales                  | 3:42     |  |
| 7.  | «Yo no fui el primero»                          | Alexis Morales                  | 3:51     |  |
| 8.  | «Eso es quererte»                               | Luis Mario Álvarez              | 3:26     |  |
| 9.  | «Palabras de amor»                              | Alexis Morales                  | 3:31     |  |
| 10. | «Mi locura y pasión»                            | Alexis Morales, Juan Bustamante | 3:27     |  |

- Datos: Q6065756